# 尖点

半立方抛物線 x − y = 0 上の点 (0, 0) における通常尖点

幾何学における尖点（せんてん、英: cusp, 古くは尖節点 (spinode)）は、曲線に沿って走る動点がそこで向きを逆転するような曲線上の点である。尖点は曲線の特異点の一種ということになる。
解析的に媒介付けられた平面曲線 {\displaystyle {\begin{cases}x=f(t)\\y=g(t)\end{cases}}} において尖点は、f および g の微分係数がともに消えているような点（つまり曲線の特異点）であって、その点での接線方向への方向微分が符号を変えるものである（ここで「接線方向」とは、その近傍の各点における傾きの極限 limg′(t)⁄f′(t) を傾きとする直線の方向の意）。媒介変数 t のただ一つの値のみで決まるという意味で尖点は「局所的な特異点」である。場合によっては尖点の定義に方向微分に関する条件を問わないこともあるが、その場合は一見すると正則点のようにも見える特異点も現れ得ることに注意すべきである。
なめらかな陰伏方程式 {\displaystyle F(x,y)=0} で定められる曲線において尖点は、F のテイラー展開の最低次の項が適当な一次多項式の冪となる点となっている（が、この性質を持つ点が必ずしも尖点となるわけではないことには注意しなければならない）。ピュイズー級数論からわかることとして、F が解析函数（たとえば多項式函数はそうである）ならば、尖点の近傍において適当な線型座標変換により曲線を {\displaystyle {\begin{cases}x=at^{m}\\y=S(t)\end{cases}}} と媒介表示できることが言える。ただし、a は適当な実数、m は正の偶数で、S(t) は位数（最も次数の低い非零項の次数）k が m より大きい冪級数とする。このとき、m をこの尖点の位数 (order) または重複度 (multiplicity) と呼び、これは F の最低次非零成分の次数に等しくなる。
これらの定義を、ルネ・トムおよびウラジーミル・アーノルドは、可微分函数の定める曲線に対するものへ一般化した。すなわち、曲線がある点に尖点を持つとは、全体空間で考えたその点の近傍上で微分同相写像が存在して、その曲線を上で定義された意味での尖点の上へ写すことができるときに言う。
文脈によっては、単に「尖点」と言えばここでいう位数 m = 2 の尖点のみを特に指すものとして定めていることもある。本項も以下そのような制限された意味でこれを用いることとする。位数 2 の尖点を持つ平面曲線は、適当な微分同相により、適当な自然数 k に対する曲線 x2 – y2k+1 = 0 の形におくことができる。

## 微分幾何学における分類
x, y は実変数とし、滑らかな実数値函数 f(x, y) を考える（つまり f は実平面全体を実数直線へ写す写像である）。そのような滑らかな函数全体の成す空間は、定義域および終域のそれぞれにおける微分同相な座標変換という形で、平面の微分同相群および直線の微分同相群というふたつの群の作用を受ける。この群作用によってこの函数空間の全体を軌道と呼ばれる同値類に分けることができる。 
そのような同値類からなる族の一つに、アーノルドの導入した記法で、非負整数 k に対して A ±
k  と書かれるものがある。すなわち、函数 f が A ±
k -型であるとは、それが x2 ± yk+1 の軌道に属する—つまり定義域および終域における適当な微分同相座標変換が存在して f がその形の曲線に写すことができる—ときに言う。この単純な形 x2 ± yk+1 を A ±
k -型特異函数の標準形(normal form) と呼ぶ。
注k が偶数のとき（それを 2n と書けば）、A +
2n  と A −
2n  は一致する—実際、定義域における微分同相座標変換 (x,y) ↦ (x, −y) により x2 + y2n+1 が x2 − y2n+1 に写る—から、A ±
2n  を（± を省略して）A2n と書いてよい。
この分類を用いれば、尖点は、適当な整数 n ≥ 1 に対する同値類 A2n の代表元の零位集合（A ±
2n -型特異曲線）によって与えられる。

## 例
- 通常尖点 (ordinary cusp) はA ±
2 -型特異曲線 x2 − y3 = 0 で与えられる尖点を言う。x, y の滑らかな函数 f(x, y) をとり、簡単のため f(0, 0) = 0 であると仮定する。このとき、f が (0, 0) に A2-特異点を持つことは以下のように特徴付けられる:

1. 退化した二次成分を持つ: すなわち f のテイラー級数の二次の項は、x, y に関する適当な一次式 L(x, y) の完全平方式 L(x, y)2 の形をしている。
2. かつ、この一次式 L(x, y) は f のテイラー級数の三次の項を割り切らない。

- 嘴点 (rhamphoid cusp) は、もともとは曲線においてその点を端点とするふたつの枝が共通接線の同じ側にあるような尖点（例えば x2 − y4 − y5 = 0 における尖点）を意味するものである。このような特異函数は A4-型特異曲線 x2 − y5 = 0 が属するのと同じ微分同相類に属するから、嘴点という用語をそのような曲線の与える尖点に対して用いるのに不自然なことはない。この種の尖点は焦線や波面としては一般でない。嘴点は通常尖点に微分同相でない。

A4-型特異点を与えるためには、f は退化な二次成分を持つ必要があり（これは A≥2 となる条件）、また L が三次の項を割り切る必要がある（これで A≥3 になる）し、さらに A≥4 となるためのさらなる整除条件と、それが A≥5 とならないための非整除条件が必要となる。
これら余分の整除性に関する条件がどのようなものとなるかを見るために、f は退化二次項 L2 を持ち L は三次の項を割り切らないと仮定する。すると f の三次までのテイラー級数は L2 ± LQ（Q は x, y の二次式）の形であるから、平方完成してL2 ± LQ = (L ± ½Q)2 – ¼Q4 と書ける。ここで適当な微分同相変数変換（この場合単に線型独立な一次成分を持つ多項式で置き換えること）を施せば (L ± ½Q)2 − ¼Q4 ↦ x 2
1  + P1（P1 は x1, y1 の四次多項式）の形に写る。さてこのとき、A≥4 となるための整除条件は、x1 が P1 を割り切ることである（x1 が P1 を割らないときはちょうど A3 であり、対応する零位集合となる曲線の尖点は 二重尖点 となる）。x1 が P1 を割り切るとき、x 2
1  + P1 を平方完成し、変数変換を施して x 2
2  + P2（P2 は x2, y2 の五次多項式）の形に書けば、x2 が P2 を割り切らないときちょうど A4-型で対応する尖点として嘴点を得る。

## 応用

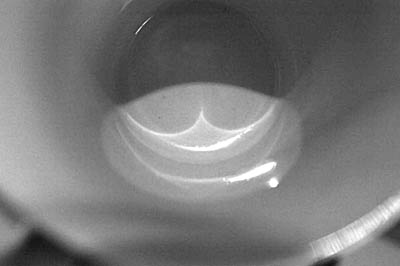
ティーカップの底に光線の焦線として生じた通常尖点。

三次元ユークリッド空間内の滑らかな曲線を平面に平行投影するとき、尖点は自然に表れてくる。一般には、そのような射影は自己交叉点や通常尖点を特異点として持つ曲線となる。自己交叉は曲線上の相異なる二点が同じ点に射影されるときに生じる。通常尖点は曲線の接線が射影方向に平行なとき（つまりその接線全体が一点に射影されるとき）に生じる。これらの現象が同時に起こる点ではより複雑な特異点が現れる。例えば、変曲点（および起伏点）において接線が射影方向に平行ならば嘴点を生じる。
多くの場合（典型的にはコンピュータビジョンやコンピュータグラフィックスにおいて）、射影を考える曲線は、その射影の適当な（滑らかな）空間的対象への制限に関する臨界点の成す曲線であり、したがって尖点は対象の像（コンピュータビジョン）やその影（コンピュータグラフィックス）の輪郭の特異点として生じる。
ほかには、焦線や波面などを、実世界で目に見える尖点を持つ曲線の例として挙げることができる。

## 注